# Championnat de France de football 1913 (USFSA)
Navigation
Championnat 1912 Championnat 1914
Le Championnat de France de football USFSA 1913 met aux prises les champions régionaux de l'USFSA.

## Championnat de France

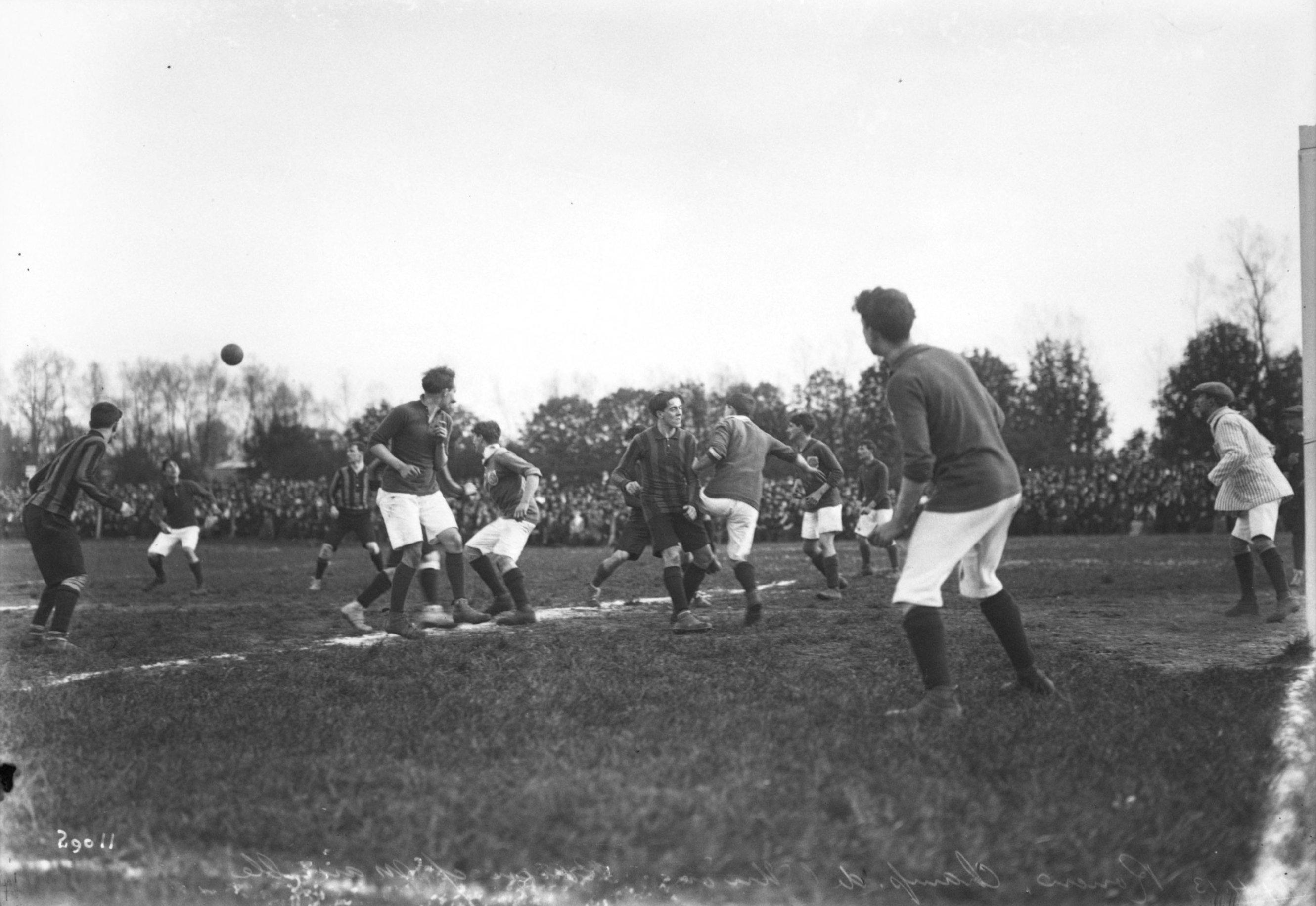
Finale entre le SH Marseille et le FC Rouen.

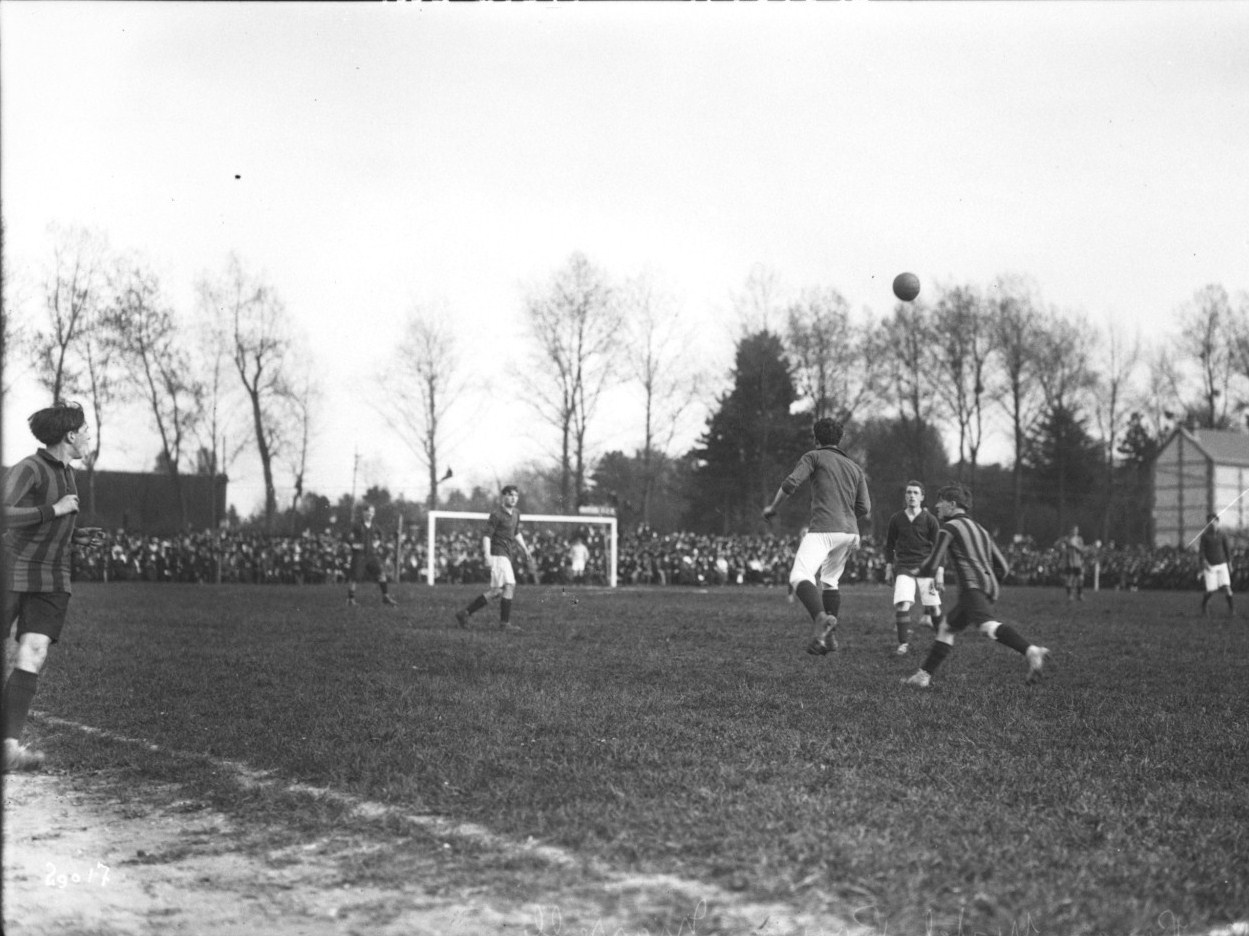
Finale entre le SH Marseille et le FC Rouen.

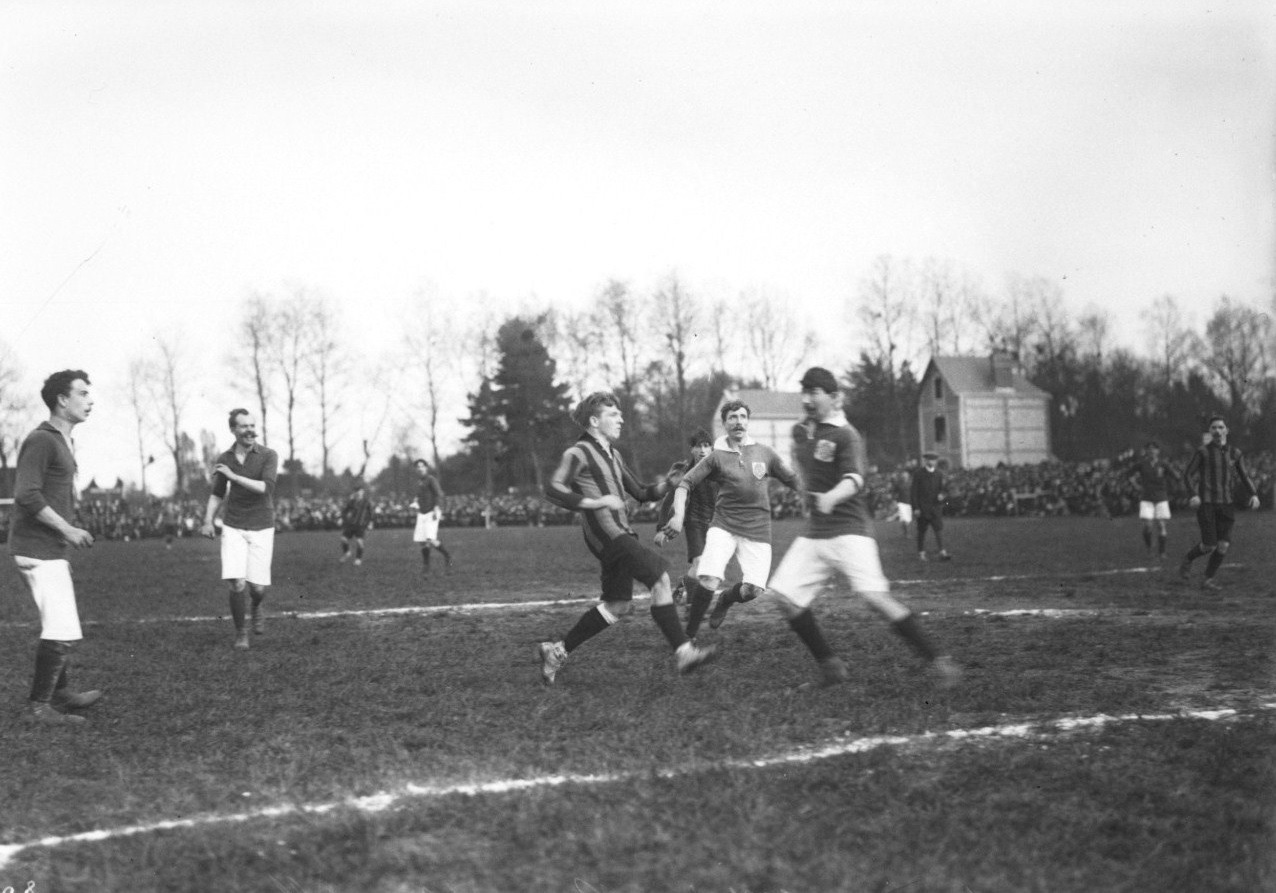
Finale entre le SH Marseille et le FC Rouen.

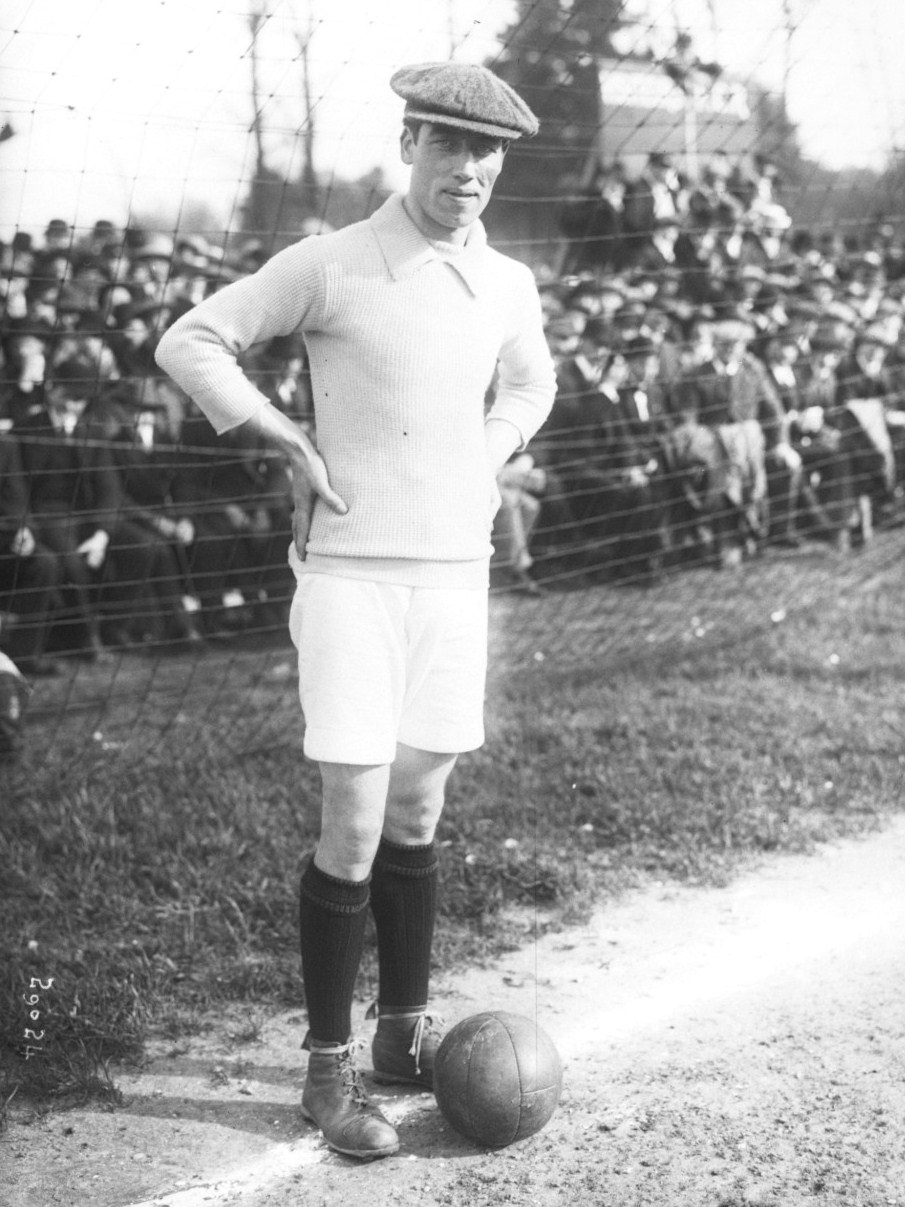
MacQueen

### Participants
Les participants sont les vainqueurs des championnats régionaux,,:
- Champion de Paris : CASG Paris
- Champion du Nord : Olympique lillois
- Champion de haute-Normandie : FC Rouen
- Champion de Basse-Normandie : AS Trouville-Deauville
- Champion de Bretagne : US Servannaise
- Champion de Basse-Bretagne : Stade quimpérois[4] [Note 1]
- Champion de Picardie : Amiens AC
- Champion de la Cote d'argent : Stade Bordelais UC
- Champion du Littoral : Stade helvétique de Marseille
- Champion de Lorraine : CS Remiremont
- Champion des Pyrénées : Stade toulousain
- Champion du Lyonnais : Lyon OU
- Champion du Languedoc : Olympique de Sète
- Champion de la Côte d'Azur : Stade raphaëlois
- Champion de Beauce et Maine : US Le Mans
- Champion du Limousin : Stade Limousin UC
- Champion de Touraine : CASG Orléans
- Champion des Alpes : FC Grenoble
- Champion des Ardennes : FC Braux
- Champion du Bourbonnais : Stade Yssoirien
- Champion du Champagne : RC Reims
- Champion de l'Atlantique : Angers UC
- Champion de Bourgogne-Franche-Comté : RC Franc-Comtois

### Tour préliminaire
Tour préliminaire
- 2 mars 1913
  - A Jarnac. Stade Bordelais UC - Stade Limousin UC (forfait)
  - A Grenoble. Lyon OU 5-1 FC Grenoble
  - A Braux. FC Braux 1-0 CS Remiremont
  - A Reims. Amiens AC 4-3 RC Reims
  - A Angers. CASG Orléans 3-1 Angers UC
  - A Caen. AS Trouville-Deauville 3-1 US Le Mans
  - A Saint-Brieuc. US Servannaise 2-1 AS Lambézélienne
  - A Issoire. Stade Yssoirien n.p. RC Franc-Comtois

### Huitièmes de finale
- 16 mars 1913
  - A Toulouse. Stade toulousain 1-4 Stade Bordelais UC
  - A Lyon. Lyon OU 1-5 Stade raphaëlois
  - Au Mans. Union sportive Servannaise 4-0 CASG Orléans
  - A Amiens. Amiens SC 0-1 FC Rouen
  - A Charleville. Olympique lillois 2-0 Football club de Braux
  - A Marseille. SH Marseille 15-0 Stade Yssoirien
  - CASG Paris 1-0 AS Trouville-Deauville
  - Olympique de Sète - Angers Université Club (forfait)

### Quarts de finale
- 31 mars 1913
  - CASG Paris 3-1 Union sportive Servannaise
  - Olympique de Cette 6-1 Stade Bordelais UC
  - FC Rouen 2-1 Olympique lillois
  - SH Marseille 4-1 Stade raphaëlois

### Demi-finales
- 13 avril 1913
  - SH Marseille 2-1 Olympique de Sète
  - FC Rouen 8-1 CASG Paris

### Finale
- 27 avril 1913, sur le terrain du « Grand-Trianon »[6], Rouen. 10 400 francs de recettes.
  - SH Marseille 1-0 FC Rouen (après prolongation)
  - Arbitre : F. Jénicot
  - Buts : Mouren
  - Marseille : MacQueen, J. Baïerle, Bosshardt, H. Scholl, Henri Hattenschwyler, Albert Hattenschwyler, Mouren, Macquart, Marcel Vanco, W. Widdington, René Scheibenstock
  - Rouen : R. Cousinard, Ferris, Millar, Pestre, Mullet, Yaklo, Ami, Duboc, Ramsay, Dumford, Montreuil

Comme toujours au SHM, les Suisses sont majoritaires dans l'effectif. Lors de cette finale, huit Suisses, deux Français et un Anglais sont alignés par le club marseillais.